# Azumi Kawashima
Azumi Kawashima (jap. 川島和津実 Kawashima Azumi; ur. 8 sierpnia 1979 w Tokio) – japońska aktorka, gwiazda filmów pornograficznych.
Po raz pierwszy wystąpiła w filmie dla dorosłych mając siedemnaście lat. Kolejne produkcje to Pretty Wife 7 czy Dangerous Love Triangle. Podczas swojej kariery brała również udział w wielu sesjach fotograficznych, głównie dla japońskich magazynów takich jak „URECCO” i „Beppin School”. Wystąpiła też w horrorze Junreiki (1999).